# St-Baudile (Noves)

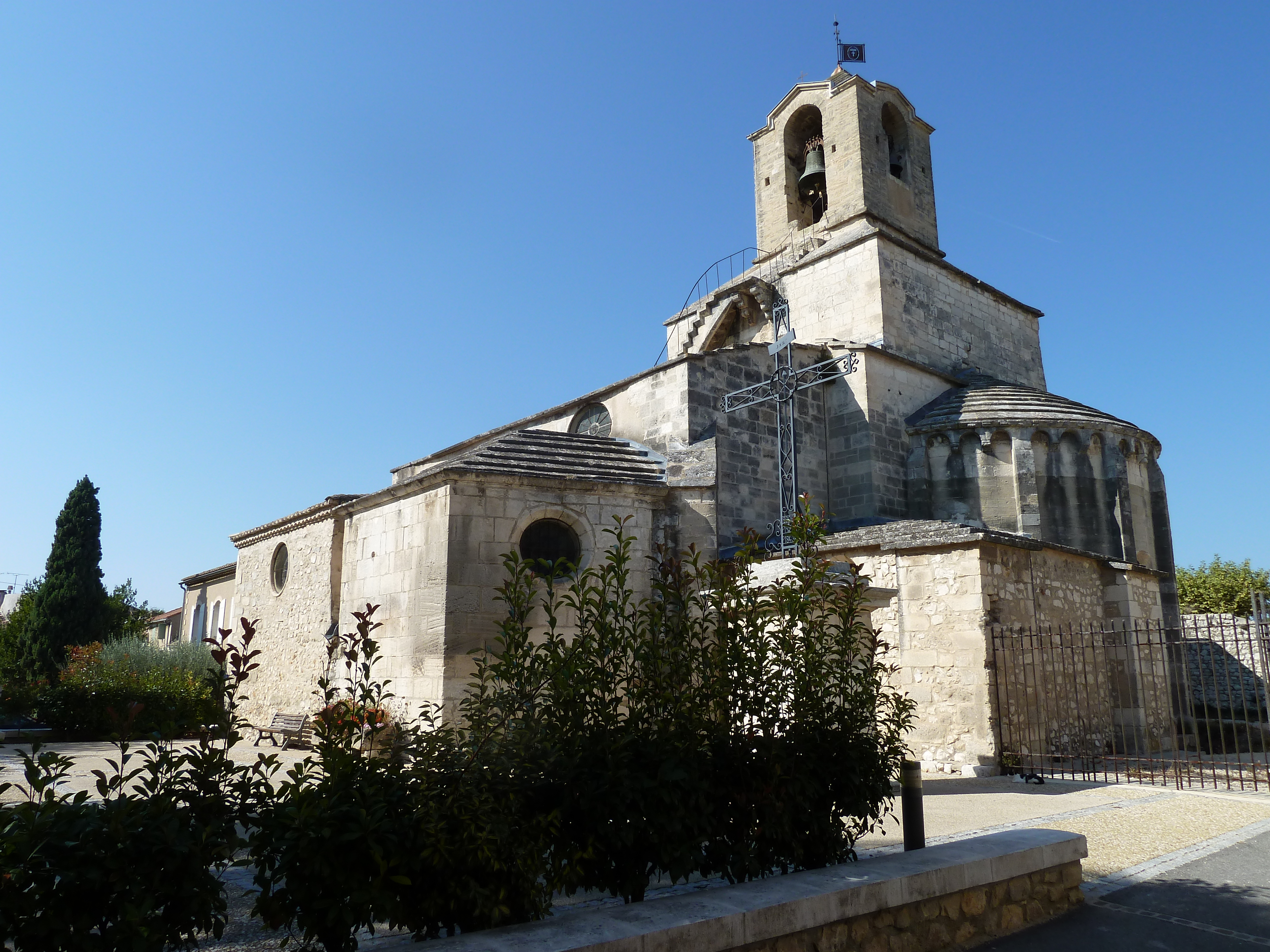
Kirche Saint-Baudile

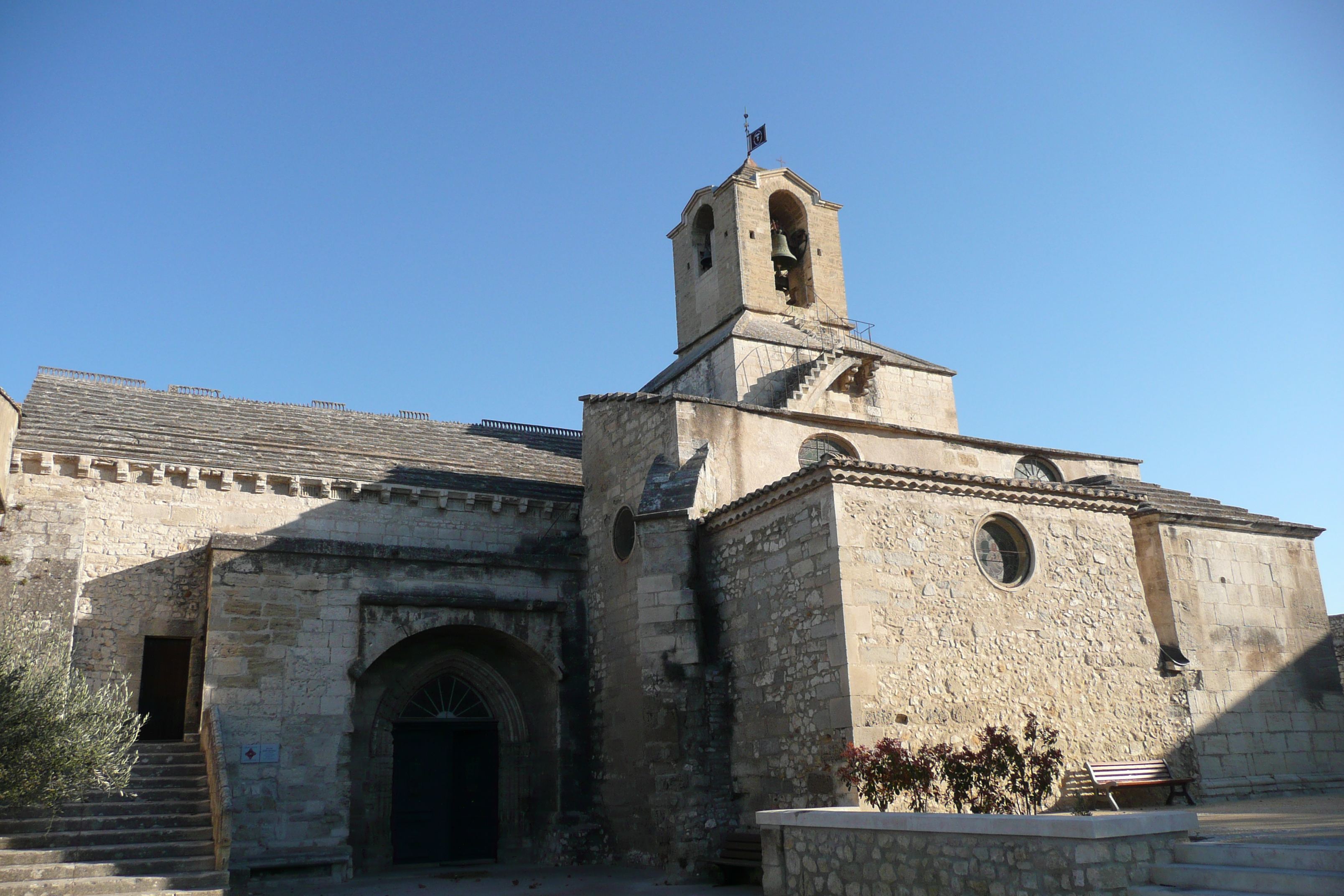
Ansicht von Süden

Die katholische Pfarrkirche Saint-Baudile in Noves, einer provençalischen Gemeinde im Département Bouches-du-Rhône in der Region Provence-Alpes-Côte d’Azur, wurde im 12. Jahrhundert errichtet. Seit dem Jahr 1999 ist sie als Monument historique anerkannt.

## Geschichte
Es wird vermutet, dass die Kirche an einem bereits in der Antike bekannten Kultplatz entstand. Von einem im 10. Jahrhundert entstandenen Vorgängerbau der heutigen Kirche sind nur wenige Mauerreste erhalten. Beim romanischen Neubau lassen sich zwei Bauphasen unterscheiden: Die Ostteile entstanden um 1140/50, der Westteil der Kirche um 1180; die Tonnengewölbe beider Teile sind im Scheitel leicht angespitzt. Im Jahr 1430 wurden zwei auf Konsolen ruhende rippengewölbte Seitenkapellen hinzugefügt, die zusammen wie ein Querschiff wirken; die Konsolen sind als Köpfe gearbeitet. Aus dem 17. Jahrhundert stammen die Westtribüne und die Sakristei.

## Architektur
Die dem heiligen Baudilius von Nîmes gewidmete Kirche grenzt an eine mittelalterliche Festung. Deshalb wurde auch der Kirchturm zu einem mächtigen Wachturm ausgebaut. Die Apsis zeigt eine Lisenengliederung mit abschließendem Rundbogenfries unterhalb der Dachtraufe. Die vielen Seitenkapellen vermitteln von außen ein komplexes Bild. Das Mauerwerk aus exakt behauenen Quadersteinen weist viele Steinmetzzeichen auf. Das Portal befindet sich auf der Südseite und verfügt über Bronzetüren mit Engelsreliefs. Das einschiffige Langhaus mündet in die Vierung, die von einer Trompenkuppel mit achteckigem Grundriss überwölbt ist. Die anschließende halbrunde Apsis ist durch Blendarkaden gegliedert, deren Säulen – wie in der Provence häufig anzutreffen – unterschiedlich geformte Kannelüren und schön gestaltete Blattkapitelle zeigen; sie ist von einer gegliederten Kalotte überwölbt.

## Ausstattung
In den Seitenkapellen befinden sich mehrere Figuren und Glasfenster. Besonders hervorzuheben sind eine geschnitzte und polychrom gefasste Pietà aus dem 15. Jahrhundert und eine barocke Reliquienbüste des heiligen Baudilius mit kleinem Schaufenster. Auch ein Glasfenster des 19. Jahrhunderts mit der Darstellung der Enthauptung des heiligen Baudilius verdient Beachtung.